# Hibiscus nelsonii
Hibiscus nelsonii är en malvaväxtart som beskrevs av Joseph Nelson Rose och Standley. Hibiscus nelsonii ingår i Hibiskussläktet som ingår i familjen malvaväxter. Inga underarter finns listade i Catalogue of Life.